# Armando Franco Rovira

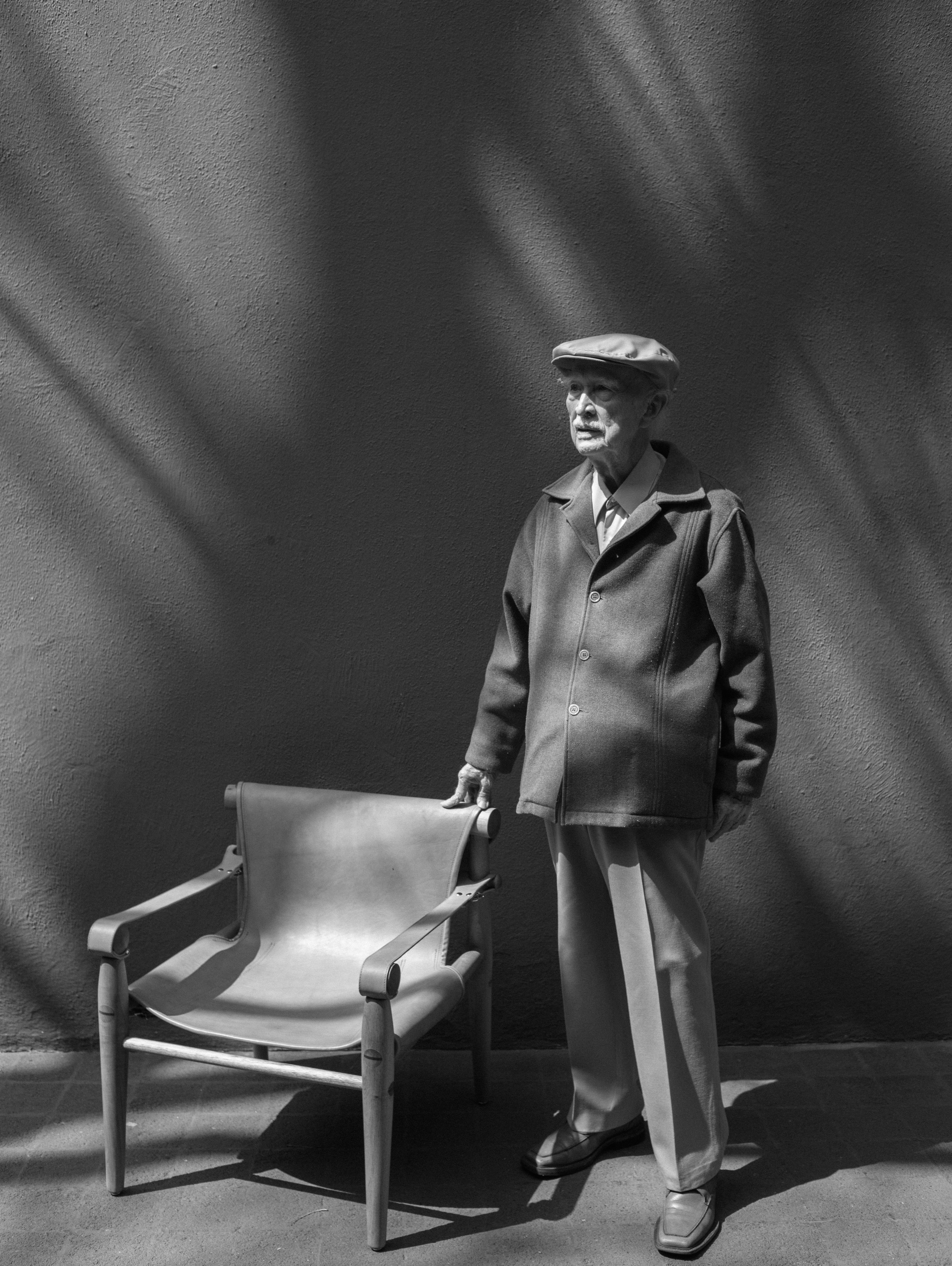
Retrato con Silla Cofrán

Armando Franco Rovira fue un arquitecto que participó en la construcción de la Ciudad Universitaria de la Universidad Nacional Autónoma de México.

## Biografía
Nacido en la Ciudad de México en 1921, desde muy joven estudió en la Academia de San Carlos, en donde por casualidad descubriría su verdadera vocación: la arquitectura. Durante sus estudios en San Carlos, Franco demostró un asombroso talento para el grabado y el dibujo, lo que hizo que fuera nombrado asistente del profesor del taller de grabado con solo 17 años, rápidamente Franco descubriría que su verdadera vocación era la arquitectura, al ver planos y alzados en una exposición en su escuela.
Armando Franco entraría a estudiar a la Escuela Nacional de Arquitectura, en donde sería alumno de José Villagrán y Mario Pani, entre otros y en donde estudiaría junto con Teodoro González de León, Guillermo Rossell, Agustín Hernández, y muchos otros partícipes de la arquitectura moderna mexicana de la segunda mitad del siglo XX. Armando Franco tuvo una muy productiva amistad con González de León, trabajaron en proyectos en conjunto e incluso fundaron un breve pero productivo despacho de arquitectos junto con sus colegas Graue, Zabludovsky, el grupo URPAC en 1948; poco antes González de León y Franco ya habían colaborado en uno de los proyectos más importantes del siglo XX mexicano: Ciudad Universitaria. La dupla propuso el plan maestro de distribución y urbanización del nuevo campus de la Universidad Nacional Autónoma de México en 1948, este proyecto fue el ganador y el que se implementó en el ordenamiento de uno de los proyectos nacionales con mayor importancia internacional, cumbre del optimismo del movimiento moderno en México, y que involucró prácticamente a todos los arquitectos y artistas del país.
Invitado en 1954 por el artista José Chávez Morado a tener un taller de carpintería en la Ciudadela, Franco desarrolló sus inquietudes en torno al diseño de mobiliario, influenciado por el oficio de su padre (zapatero), Franco supo conjugar la madera torneada con las aplicaciones de piel que su mismo padre ayudaba a fabricar para la colección COFRAN.
Posteriormente la carrera de Armando Franco se orientaría a la vivienda social y el urbanismo, siempre a partir de la sensibilidad social del arquitecto y muy de cerca con las instituciones estatales que procuraban el desarrollo del país como el Instituto Nacional de la Vivienda y el Comité Administrador del Programa Federal de Construcción de Escuelas, ambos importantes organismos que impulsaron la arquitectura moderna mexicana en el siglo XX. Franco hoy es un activo profesor e investigador de la Universidad Autónoma de la Ciudad de México en donde trabaja muy de cerca con comunidades de la periferia de la capital del país.
En 1947, la Universidad Nacional Autónoma de México convocó a un concurso de anteproyectos de concepción de la Ciudad Universitaria. Siendo estudiante, Armando Franco Rovira junto a otros dos compañeros resultó ganador del concurso.

## Premios
La Comisión de Cultura de la Cámara de Diputados de México, en conjunto con otras asociaciones, otorgó a Armando Franco Rovira el Premio Nacional al Trabajo Científico Mexicano y la presea Chichén Itzá por su colaboración en el proyecto Ciudad Universitaria de la UNAM en el 2008.
Su línea de diseño modernista Cofrán es exhibida y comercializada por Clásicos Mexicanos (proyecto dedicado al rescate de diseño moderno nacional 1929-1999)